# Guadahortuna (ort)
Guadahortuna är en ort i Spanien.   Den ligger i provinsen Provincia de Jaén och regionen Andalusien, i den södra delen av landet, 300 km söder om huvudstaden Madrid. Guadahortuna ligger 964 meter över havet och antalet invånare är 2 004.
Terrängen runt Guadahortuna är kuperad västerut, men österut är den platt. Guadahortuna ligger nere i en dal. Runt Guadahortuna är det glesbefolkat, med 19 invånare per kvadratkilometer. Närmaste större samhälle är Huelma, 11,4 km nordväst om Guadahortuna. Trakten runt Guadahortuna består till största delen av jordbruksmark.